# Cưới ngay kẻo lỡ
Cưới ngay kẻo lỡ (tựa tiếng Anh: Love Puzzle) là một bộ phim hài tình cảm Việt Nam của đạo diễn Việt kiều Charlie Nguyễn, được công chiếu vào ngày 20 tháng 4 năm 2012. Phim có sự tham gia của diễn viên Johnny Trí Nguyễn, Ngọc Diệp và Thái Hòa.

## Nội dung
Khánh Linh là một cô nàng nhân viên tòa soạn xinh đẹp, cô luôn có ước mơ trở thành thư ký tòa soạn. Người bạn thân làm việc chung với Linh tên là Bích Trâm - một người đàn ông nhưng phải giả gái để tiếp cận Linh, vai trò của Trâm trong tòa soạn là nhà tạo mẫu. Ông giám đốc bảo Linh rằng ông sẽ thăng chức cho cô nếu cô mời được anh chàng nhiếp ảnh gia Hồ Sơn về chụp ảnh cho tạp chí. Sơn và Linh gặp nhau trong vụ đụng xe ngoài đường, sau đó họ làm việc cùng nhau mặc dù không ưa nhau.
Ba mẹ Linh dự định gã Linh cho Trung Hà - một gã thương gia thành đạt nhưng lại ích kỷ và gia trưởng. Nếu Linh cưới Trung Hà, gã sẽ bắt Linh ở nhà làm nội trợ, không cho Linh tiếp tục làm việc ở tòa soạn. Sợ ước mơ thư ký tòa soạn của mình bị tan vỡ, tối hôm đó Linh buồn bã đến nhà Trâm để tâm sự với Trâm. Sáng hôm sau, Linh thấy mẹ bị bệnh nặng phải nhập viện, cô gọi Trung Hà dẫn về nhà ra mắt mẹ gã. Từ khi gặp mẹ Trung Hà, Linh cũng chẳng vui lên được chút nào, cô nghĩ rằng rất khó làm dâu cho nhà Trung Hà vì mẹ gã khó tính và nghiêm khắc. Linh muốn ra ngoại thành ít ngày để khuây khỏa đầu óc, Sơn liền rủ Linh về quê nhà Hồ Cốc của anh. Hồ Cốc có nhiều cảnh đẹp nên Sơn tính chụp ảnh cô người mẫu tại đó.
Ra đến Hồ Cốc, Sơn chụp ảnh cô người mẫu, sau đó anh dẫn Linh và Trâm về nhà mẹ mình. Linh và Trâm được gặp mẹ và cậu ba của Sơn. Trước giờ mẹ Sơn rất nghi ngờ giới tính của Sơn, Sơn đành phải nói dối với mẹ rằng Linh là người yêu mình. Đêm đó Sơn và Linh ngủ chung phòng, cả hai nảy sinh tình cảm từ đây. Còn cậu ba của Sơn, ngay lần đầu gặp Trâm mà ông ta đã mê Trâm, ông ta luôn bám theo Trâm, tạo ra biết bao nhiêu tình huống hài hước. Sau này về lại thành phố, Sơn đưa Linh xem số ảnh mà anh chụp được trong thời gian qua, kèm theo là lá đơn xin nghỉ việc, Sơn sẽ qua Bangkok mở cuộc triển lãm tranh.
Vào ngày đám cưới của Linh, Trâm tiết lộ mình là đàn ông và có tên thật là Hùng, Hùng từng đem lòng yêu Linh lúc còn đi học nhưng bị Linh khinh thường. Hùng sau đó giả gái rồi lấy tên Bích Trâm nhằm mục đích được làm việc với Linh, Linh nghe xong chấp nhận tha lỗi cho Hùng. Linh nói thẳng với Trung Hà rằng cô không hề yêu gã, cô cũng biết gã chưa bao giờ yêu cô, cô quyết định hủy bỏ đám cưới này. Linh lái xe ra sân bay Tân Sơn Nhất để tìm Sơn, nhưng Sơn đã đi từ lâu. Ngày hôm sau, Linh được lên chức thư ký tòa soạn và nhận Hùng làm trợ lý. Sau đó Linh qua Bangkok tìm Sơn, Sơn và Linh gặp lại nhau tại phòng tranh, cả hai thổ lộ tình cảm. Phim kết thúc với cảnh một đám cưới hoành tráng của Sơn và Linh diễn ra. Hùng và cậu ba của Sơn cũng có dự đám cưới.

## Diễn viên
- Johnny Trí Nguyễn vai Hồ Sơn
- Ngọc Diệp vai Khánh Linh
- Thái Hòa vai Bích Trâm / Hùng
- Tấn Beo vai cậu ba
- Hoàng Phúc vai Trung Hà
- Thanh Thủy vai mẹ của Hồ Sơn
- NSƯT Nguyễn Chánh Tín vai ba của Khánh Linh
- Diễm My vai mẹ của Khánh Linh
- NSƯT Minh Đức vai mẹ của Trung Hà
- Phương Khánh vai Duyên
- Trâm Anh vai cô người mẫu
- Hữu Luân vai giám đốc tòa soạn
- Uy Bùi vai nhân viên tòa soạn
- Tùng Linh vai nhân viên trang điểm
- Lê Hóa vai bác sĩ
- NSƯT Hồ Kiểng vai ông cụ trong thang máy